# 賀集駅
賀集駅（かしゅうえき）は、かつて兵庫県三原郡南淡町（現・南あわじ市）賀集野田に存在した、淡路交通鉄道線の駅（廃駅）である。

## 歴史
開業から約1年半の間は終着駅であった。
- 1923年（大正12年）11月22日：淡路鉄道が市村駅から延伸された際の終着駅として開業[1]。
- 1925年（大正14年）6月1日：淡路鉄道が福良駅まで延伸され、途中駅となる[2]。
- 1928年（昭和3年）6月4日：仮設のホームおよび広田駅（後の淡路広田駅）からの場内信号機が増設され、交換可能駅となる[3]。
- 1929年（昭和4年）3月16日：場内信号機を掃守駅へ移設し、当駅での列車交換が不可となる[3]。
- 1931年（昭和6年）
  - 3月19日：貨物積込場を移設し、貨物ホームを拡大[3]。
  - 10月28日：常置信号機を設置[3]。
- 1932年（昭和7年）9月30日：転轍器転換装置を梃子集中装置へ変更[3]。
- 1934年（昭和9年）9月30日：貨物（タマネギ）積載の便宜のため、側線を増設[3]。
- 1939年（昭和14年）9月30日：駐輪場を増設[3]。
- 1943年（昭和18年）7月：社名改称に伴い淡路交通鉄道線の駅となる。
- 1954年（昭和29年）5月：発条転轍器を設置[3]。
- 1966年（昭和41年）10月1日：鉄道線の廃線に伴い廃止[4]。

## 駅構造
相対式ホーム2面2線の地上駅で、下り方面ホーム側に駅舎があった。
交換可能駅で、晩年は30分ヘッドで運行時に列車交換が行われていた。

## 駅周辺
淡路交通の駅の中では最も諭鶴羽山に近い。
- 国道28号
- 牛内川
- 大日川
- パナソニックエナジー南淡本社
- 淡路広域消防事務組合消防本部南淡分署

## 駅跡
駅跡は2003年10月の時点で空き地となっていたが、その後舗装路となっている。駅の存在を示すものは残されていない。

## 隣の駅
淡路交通
鉄道線
神代駅 - 賀集駅 - 御陵東駅